# 阿涅塔·安德松
阿涅塔·安德松（瑞典語：Agneta Andersson，1961年4月25日—2023年10月8日），瑞典女子皮划艇运动员。她曾代表瑞典参加1980年、1984年、1988年、1992年和1996年夏季奥林匹克运动会皮划艇比赛，共获得三枚金牌、二枚银牌和二枚铜牌。2023年10月8日因癌症於醫院離世。